# Nagy karvalykakukk
A nagy karvalykakukk (Hierococcyx sparverioides) a madarak osztályának kakukkalakúak (Cuculiformes) rendjébe, ezen belül a kakukkfélék (Cuculidae) családjába tartozó faj.

## Rendszerezése
A fajt Nicholas Aylward Vigors ír zoológus írta le 1832-ben, a Cuculus nembe Cuculus sparverioides néven. Egyes szervezetek jelenleg is ide sorolják.

## Előfordulása
Banglades, Bhután, Kambodzsa, Kína, India, Indonézia, Laosz, Malajzia, Mianmar, Nepál, Pakisztán, a Fülöp-szigetek, Szingapúr, Tajvan, Thaiföld és Vietnám területén honos. 
Természetes élőhelyei a mérsékelt övi erdők, szubtrópusi és trópusi síkvidéki esőerdők, mangroveerdők, valamint vidéki kertek. Vonuló faj.

## Megjelenése
Testhossza 40 centiméter, testtömege  116-131 gramm.
|  |

## Szaporodása
Költésparazita madár, más fajok fészkébe rakja tojását.

## Természetvédelmi helyzete
Az elterjedési területe rendkívül nagy, egyedszáma pedig stabil. A Természetvédelmi Világszövetség Vörös listáján nem fenyegetett fajként szerepel.